# Casa Ororilor

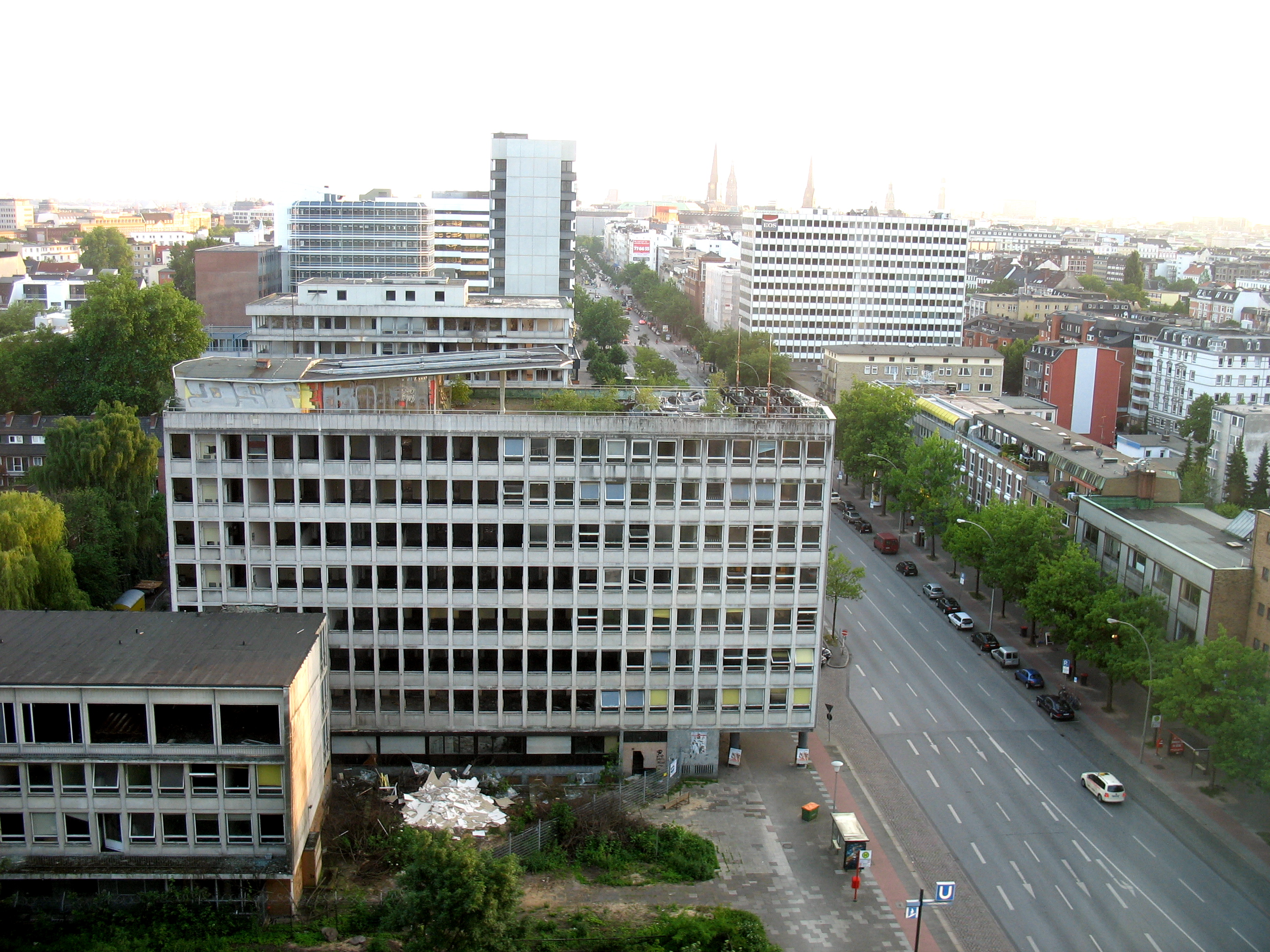
Casa Ororilor

Casa Ororilor era numită sediul administrativ al angajaților de la Spitalul german (DAK). Aceasta era o parte din complexul de clădiri care se află în cartierul St. Georg din Hamburg. După vinderea clădirii noul proprietar cu toate că avea instalată apa și curentul, n-a închiriat-o timp de 14 ani. Clădirea în schimb nu era leagtă la rețeaua de canalizare a orașului și a ajuns într-o stare dezolată de igienă. Astfel ea a devenit adăpostul ilegal al oamenilor lipsiți adăpost, dependenți de droguri și prostituate. După un chef, o prostituată a fost strangulată, ceace a dus la denumirea clădirii de Casa Ororilor.

## Amplasare
Așanumita Casa Ororilor se află aproape de strada "Steindamm" , la ca. 900 dem de Gara Centrală din Hamburg, în unul din centrurile Sexshops, jocuri de noroc și hoteluri studențești. Aici aflându-se unul dintre cele mai atractive centre a consumatorilor de droguri din Europa. Deoarece proprietarii nu puteau subvenționa renovarea și întreținerea clădirii ea a fost vândută băncilor  Eurohypo și Bayerische Hypo. Complexul de clădiri care se întindea pe o suprafață de  6.000 m2 a fost demolat în anul 2007, fiind planificate pe locul lor 63 de locuințe cu garaj și un hotel cu  464 camere. Hotelul a fost deschis în aprilie 2010.